# Dörrenbach (Wipperfürth)

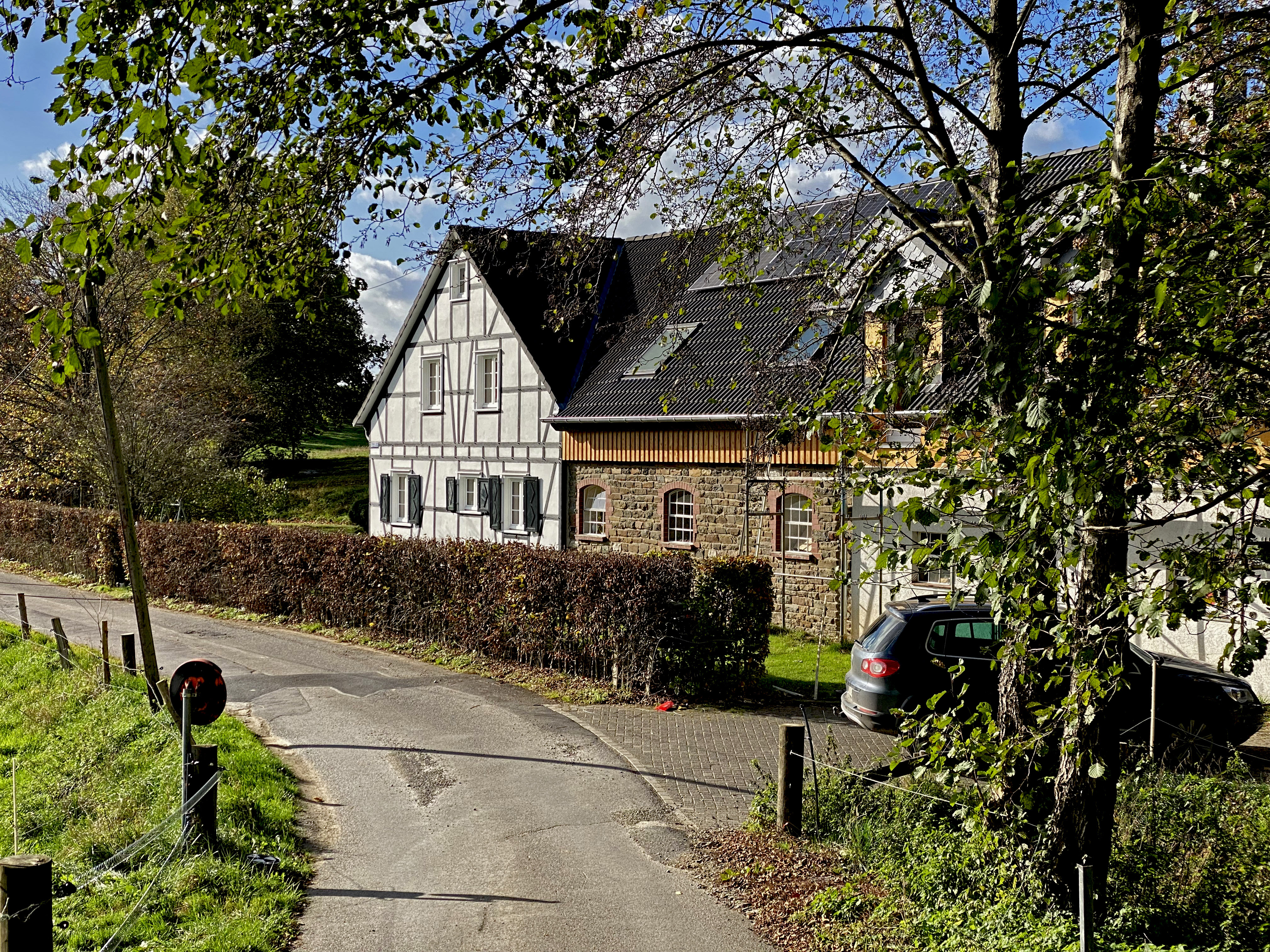
Hof Dörrenbach

Dörrenbach ist eine Ortschaft der Stadt Wipperfürth im Oberbergischen Kreis im Regierungsbezirk Köln in Nordrhein-Westfalen (Deutschland).

## Lage und Beschreibung
Der Ort liegt unmittelbar an der Grenze zu Lindlar in Nachbarschaft zu den Orten Berghäuschen, Oberkemmerich, Niederkemmerich und Bühlstahl. Im Norden des Ortes entspringt ein Nebengewässer des Breunbaches. Dörrenbach besteht zurzeit aus einem Wohnhaus mit Nebengebäuden.
Politisch wird der Ort durch den Direktkandidaten des Wahlbezirks 14.2 (142) Dohrgaul im Rat der Stadt Wipperfürth vertreten.

## Geschichte
1351 wird Dörrenbach erstmals unter der Bezeichnung „Durrinbach“ genannt.

## Wirtschaft und Industrie
In Dörrenbach befindet sich ein Bioland-Bauernhof, der neben Mutterkühen auch Hühner hält.

## Busverbindungen
Haltestelle Bühlstahl:
- Linie 333: Wipperfürth – Dohrgaul – Frielingsdorf – Engelskirchen Bf. (OVAG)[4]